# Excirolana monodi
Excirolana monodi är en kräftdjursart som beskrevs av Alberto Carvacho 1977. Excirolana monodi ingår i släktet Excirolana och familjen Cirolanidae. Inga underarter finns listade i Catalogue of Life.